# Stillwater (Nevada)
Stillwater é uma comunidade não incorporada e cidade fantasma no condado de Churchill, estado de Nevada, nos Estados Unidos.

## História
A localidade foi fundada em 1862 e os seus habitantes começaram a colonizá-la. Em 1865 abriu uma estação de correios e a vila cresceu lentamente. Em 1868, a legislatura de Nevada escolheram Stillwater como a sede do condado de Churchill e a vila cresceu com a adição de edifícios relacionados com o fa(c)to de ser a capital do condado. Inexplicavelmente, a vila declinou depois 1870 levando ao encerramento da estação de correios.  Contudo Stillwater continuou a ser sede do condado. Em 1877, Stillwater cresceu novamente, o que permitiu a reabertura da estação de correios e surgiram lojas, hotel, saloons, fábrica de gelados, restaurantes  e uma escola. Mais tarde, Stillwater entrou novamente em crise e perdeu a sua importância para a vizinha Fallon que passaria a ser capital do condado de Churchill. Lentamente, Stillwater entrou numa agonia até se tornar uma cidade fantasma. Nas redondezas, fica um refúgio para aves.